# Washington County (Idaho)
Washington County is een county in de Amerikaanse staat Idaho.
De county heeft een landoppervlakte van 3.772 km² en telt 9.977 inwoners (volkstelling 2000). De hoofdplaats is Weiser.